# Gran Premi d'Austràlia del 2008
El Gran Premi d'Austràlia de Fórmula 1 de la Temporada 2008 s'ha disputat al circuit urbà d'Albert Park, a Melbourne el 16 de març del 2008.

## Qualificacions del dissabte

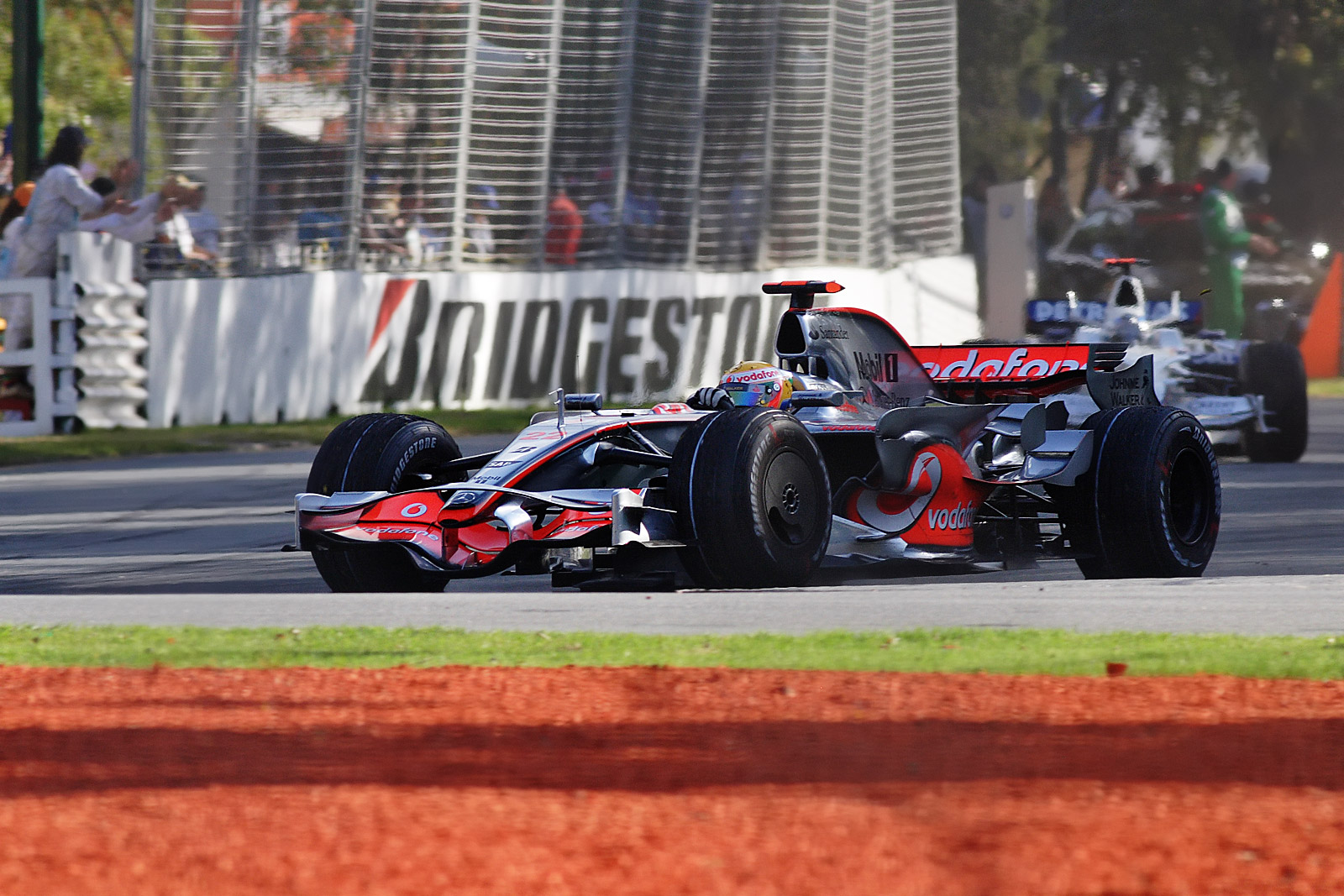
Lewis Hamilton va fer la pole position amb el seu McLaren.

| Pos. | Pilot                | Equip                 | Temps Q1 | Temps Q2    | Temps Q3    |
| ---- | -------------------- | --------------------- | -------- | ----------- | ----------- |
| 1    | Lewis Hamilton       | McLaren - Mercedes    | 1:26.572 | 1:25.187    | 1:26.714    |
| 2    | Robert Kubica        | BMW Sauber            | 1:26.103 | 1:25.315    | 1:26.869    |
| 3    | Heikki Kovalainen    | McLaren - Mercedes    | 1:25.664 | 1:25.452    | 1:27.079    |
| 4    | Felipe Massa         | Ferrari               | 1:25.994 | 1:25.691    | 1:27.178    |
| 5    | Nick Heidfeld        | BMW Sauber            | 1:25.960 | 1:25.518    | 1:27.236    |
| 6    | Jarno Trulli         | Toyota                | 1:26.427 | 1:26.101    | 1:28.527    |
| 7    | Nico Rosberg         | Williams - Toyota     | 1:26.295 | 1:26.059    | 1:28.687    |
| 8    | David Coulthard      | Red Bull - Renault    | 1:26.381 | 1:26.063    | 1:29.041    |
| 9    | Sebastian Vettel     | Toro Rosso - Ferrari  | 1:26.702 | 1:25.842    | Sense temps |
| 10   | Rubens Barrichello   | Honda                 | 1:26.369 | 1:26.173    |             |
| 11   | Fernando Alonso      | Renault               | 1:26.907 | 1:26.188    |             |
| 12   | Jenson Button        | Honda                 | 1:26.712 | 1:26.259    |             |
| 13   | Kazuki Nakajima      | Williams - Toyota     | 1:26.891 | 1:26.413    |             |
| 14   | Timo Glock           | Toyota                | 1:26.919 | 1:26.164    | 1:29.593*   |
| 15   | Mark Webber          | Red Bull - Renault    | 1:26.914 | Sense temps |             |
| 16   | Kimi Räikkönen       | Ferrari               | 1:26.140 | Sense temps |             |
| 17   | Giancarlo Fisichella | Force India - Ferrari | 1:27.207 |             |             |
| 18   | Sébastien Bourdais   | Toro Rosso - Ferrari  | 1:27.446 |             |             |
| 19   | Adrian Sutil         | Force India - Ferrari | 1:27.859 |             |             |
| 20   | Takuma Sato          | Super Aguri - Honda   | 1:28.208 |             |             |
| 21   | Nelson Piquet Jr.    | Renault               | 1:28.330 |             |             |
| 22   | Anthony Davidson     | Super Aguri - Honda   | 1:29.059 |             |             |

### Sancions
(*) Penalitzat amb 5 posicions per modificacions al motor.

## Resultats de la cursa

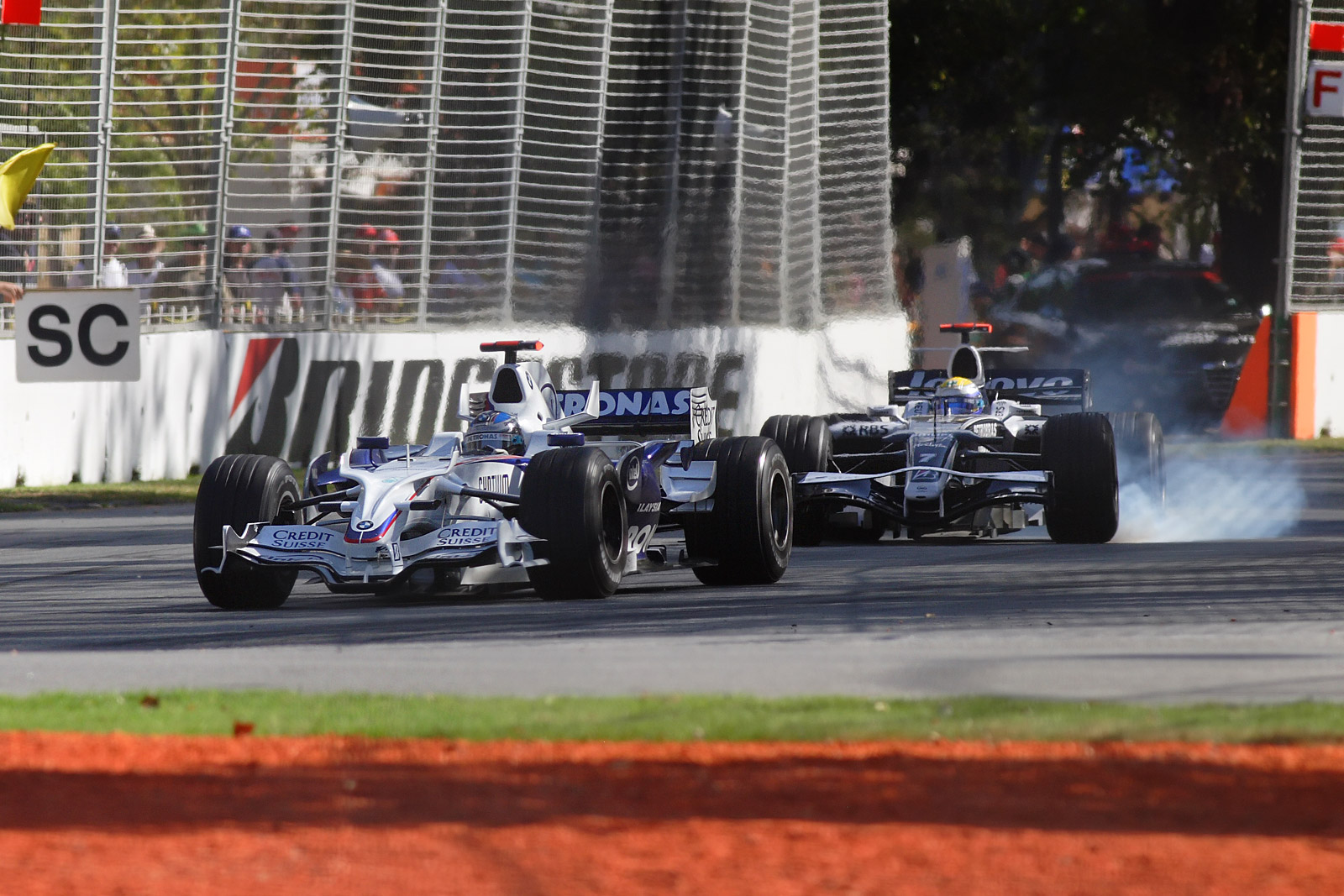
Nick Heidfeld segon i Nico Rosberg tercer.

| Pos | País      | Pilot                | Equip                 | Voltes | Temps/ Retir.      | Pos. de sort. | Punts |
| --- | --------- | -------------------- | --------------------- | ------ | ------------------ | ------------- | ----- |
| 1   | GB        | Lewis Hamilton       | McLaren               | 58     | 1:34:50.616        | 1             | 10    |
| 2   | Alemanya  | Nick Heidfeld        | BMW Sauber            | 58     | + 5.4 s            | 5             | 8     |
| 3   | Alemanya  | Nico Rosberg         | Williams - Toyota     | 58     | + 8.1 s            | 7             | 6     |
| 4   | Espanya   | Fernando Alonso      | Renault               | 58     | + 17.1 s           | 12            | 5     |
| 5   | Finlàndia | Heikki Kovalainen    | McLaren               | 58     | + 18.0 s           | 3             | 4     |
| 6   | Japó      | Kazuki Nakajima      | Williams - Toyota     | 57     | a 1 volta          | 13            | 3     |
| 7   | França    | Sébastien Bourdais   | Toro Rosso - Ferrari  | 55     | Motor (a 3 v.)     | 18            | 2     |
| 8   | Finlàndia | Kimi Räikkönnen      | Ferrari               | 54     | Motor (a 5 v.)     | 16            | 1     |
| Ret | Polònia   | Robert Kubica        | BMW Sauber            | 47     | Accident           | 2             |       |
| Ret | Alemanya  | Timo Glock           | Toyota                | 44     | Accident           | 14            |       |
| Ret | Japó      | Takuma Sato          | Super Aguri - Honda   | 33     | Retirat            | 20            |       |
| Ret | Brasil    | Nelsinho Piquet      | Renault               | 32     | Retirat            | 21            |       |
| Ret | Brasil    | Felipe Massa         | Ferrari               | 30     | Retirat            | 4             |       |
| Ret | Escòcia   | David Coulthard      | Red Bull - Renault    | 26     | Accident           | 8             |       |
| Ret | Itàlia    | Jarno Trulli         | Toyota                |        | Bateria            | 6             |       |
| Ret | Alemanya  | Adrian Sutil         | Force India - Ferrari | 10     | Motor              | 19            |       |
| Ret | Austràlia | Mark Webber          | Red Bull - Renault    | 0      | Accident           | 15            |       |
| Ret | GB        | Jenson Button        | Honda                 | 0      | Accident           | 12            |       |
| Ret | GB        | Anthony Davidson     | Super Aguri - Honda   | 0      | Accident           | 22            |       |
| Ret | Alemanya  | Sebastian Vettel     | Toro Rosso - Ferrari  | 0      | Accident           | 9             |       |
| Ret | Itàlia    | Giancarlo Fisichella | Force India - Ferrari | 0      | Accident           | 17            |       |
| DSQ | Brasil    | Rubens Barrichello   | Honda                 | 58     | Semàfor en vermell | 10            |       |

### Sancions
- Rubens Barrichello va estar desqualificat després d'acabar la cursa per haver-se saltat un semàfor vermell a la sortida del pit stop, perdent així els punts corresponents a la 6a posició en la que havia acabat la carrera.

## Altres
- Pole: Lewis Hamilton
- Volta ràpida: Heikki Kovalainen 1' 27" 418 a la volta 43.

| Anterior G.P.: Gran Premi de Brasil del 2007   | FIA 2008 Fórmula 1 Campionat mundial | Següent G.P.: Gran Premi de Malàisia del 2008 |
| Anterior G.P.: Gran Premi d'Austràlia del 2007 | Gran Premi d'Austràlia               | Següent G.P.: Gran Premi d'Austràlia del 2009 |